# Amigos de la Naturaleza
Amigos de la Naturaleza (abreviación internacional: NFI, del alemán: Naturfreunde International) es un movimiento internacional con raíces en el movimiento Socialdemócrata austriaco, cuyo objetivo es hacer accesible a la naturaleza a la comunidad en general proveyendo instalaciones apropiadas para recreación y viajes. 

## Antecedentes e historia
NFI es una organización sin fines de lucro que, además de promover el turismo verde, el cual tiene un efecto mínimo sobre el medio ambiente, también busca promover el entendimiento y la solidaridad internacional.
También es conocida como Naturfreunde (alemán), Les Amis de la Nature (francés), Amici della Natura (italiano), La Naturamikoj (esperanto), y Natuurvrienden o NIVON (neerlandés).
La organización fue fundada en Austria en 1895 como Naturfreunde entre personas asociadas con el emergente movimiento socialdemócrata que gustaban de actividades en exteriores y comenzaron a construir sus propias cabañas y chalets. El movimiento se extendió y hoy en día cuenta con 600.000 miembros, 3.500 grupos y opera unas 1.000 casas, principalmente en Europa. Las casas varían en tamaño e instalaciones. La International Friends of Nature (IFN, lit. Amigos de la Naturaleza Internacional), con sede en Viena, es la organización sombrilla de las federaciones nacionales de Amigos de la Naturaleza.
Publicaciones de las diversas secciones incluyen una guía que detalla todas las casas y revistas pulicadas por ellas, como ser Naturefriends - Reino Unido - Bulletin, Les Amis de La Nature, La Migranto – en Esperanto por "Esperantistoj Naturamikoj", etc.
La organización Amigos de la Naturaleza fue fundada en Viena en 1895. El grupo fue fundado por tres activistas, Karl Renner, un estudiante de derecho y futuro presidente de Austria, Georg Schmiedl, un profesor de colegio, y Alois Rohrauer, un herrero.
 En la época de turismo incipiente, la organización logró hacer accesible la naturaleza a la población en general proveyendo las instalaciones recreacionales y de viajes necesarias. Incluso en ese entonces, las actividades de la organización estaban enfocadas a llevar a personas a lugares naturales hermosos, a despertar su amor por la naturaleza y a enseñarles sobre la cultura y la naturaleza. Paralela a la expansión de una sociedad moderna más industralizada y del turismo comercial, los Amigos de la Naturaleza desarrollaron un compromiso profesional con la naturaleza y la protección del medio ambiente y tuvieron un papel importante en la promoción de la teoría y la prácitca de formas alternativas de turismo ecológico.
La organización fue prohibida por los nazis en 1933,  pero fue revivida en 1945.

## Objetivos
El trabajo de Amigos de la Naturaleza, según la organización, se basa en la convicción de que las oportunidades de las personas para el desarrollo personal están inextricablemente ligadas con la protección de la naturaleza y la conservación de los recursos naturales. Es por eso que los Amigos de la Naturaleza, desde su incepción, dicen abogar por la conservación de un medio ambiente en el que valga la pena vivir, por la paz y el entendimiento internacional, por los derechos sociales y democráticos de todas las personas, y por una organización del tiempo libre que tenga significado. Hoy en día la organización se enfoca en la implementación del desarrollo sostenible, en particular en soluciones que traspasen fronteras y a un turismo que sea ambiental y socialmente sostenible.